# Oxkutzcab (kommun i Mexiko)
Oxkutzcab är en kommun i Mexiko.   Den ligger i delstaten Yucatán, i den östra delen av landet, 1 000 km öster om huvudstaden Mexico City. Antalet invånare är 27 084. Arean är 512 kvadratkilometer.
Terrängen i Oxkutzcab är platt.
Följande samhällen finns i Oxkutzcab:
- Oxkutzkab
- Xul
- San Antonio Yaaxhom